# Chuck Baird
Charles Chuck Baird , né le 22 février 1947 à Kansas City et mort le 10 février 2012 à Austin au Texas, est un peintre américain sourd du XXIe siècle, le cofondateur de De’VIA, un scénographe, un sculpteur, un éditeur, un enseignant et un curateur. Il est surnommé le Roi de De’VIA.

## Biographie

### Enfance
Chuck Baird est né sourd le 22 février 1947 à Kansas City et Il a trois sœurs. Il étudie à Kansas State School For the Deaf en 1951 jusqu'à 1967 puis à l'Université Gallaudet (1967-1969) et ensuite à National Technical Institute for the Deaf (1969-1974) où Churck réussit le baccalauréat en beaux-arts de peintre en 1974.
En 1974, il devient un enseignant d'art jusqu'en 1990: New York State School for the Deaf, Delaware School for the Deaf, Texas School for the Deaf, et Phoenix Day School for the Deaf. Et il travaille aussi chez le National Theatre of the Deaf  pendant 10 ans (1980-1991) au poste d'un acteur, un designer et un scénographe.

### Artiste
En 1975, il a son exposition pendant le 7e congrès de la Fédération mondiale des sourds à Washington.

Chuck Baird est un des fondateurs de De’VIA, créé en mai 1989, les autres fondateurs sont Dr. Betty G. Miller (peintre), Dr Paul Johnston (sculpteur), Dr Deborah M. Sonnenstrahl (historien de l'art), Guy Wonder (sculpteur), Alex Wilhite (peintre), Sandi Pouces Vasnick (artiste), Nancy Creighton (artiste) et Lai-Yok Ho (artiste vidéo) .

### Vie privée
Churck n'est jamais marié, il souligne qu'il est marié avec ses pinceaux.

### Fin de vie
Chuck Baird est décédé dans la matinée du 10 février 2012 à Austin, au Texas, après une longue bataille de quatre ans contre un cancer qui a détruit son rein, ses poumons et ses vertèbres un mois d’avant. Chuck a accepté sa défaite contre le cancer avant mourir selon son ami Gerard Buckley, le président de National Technical Institute for the Deaf.

## Distinctions et récompenses
- Laurent Clerc Award en 2012[8]

## Hommage
- Robert Baker, le directeur du Centre des Arts de National Technical Institute for the Deaf décrit Chuck comme « un géant d'un artiste et un homme merveilleux »[9].
- Arnaud Balard, l'artiste français sourd l'évoque dans L'Écho magazine « Churck Baird, un géant de De'VIA disparu », « Churck Baird est une figure majeure de De'VIA avec Betty G. Miller,... »[1].

## Filmographie
- 2009 : The Legend of The Mountain Man

## Œuvres
- Mechanical Ear en 1973[10]
- Chickens en 1983[11]
- Tyger, tyger en 1992[12]
- Left and right en 2000[13]
- America en 2001[14]
- Cup
- Color
- Bert Friend
- Crocodile Dundee
- Whale